# Dorfkirche Schapow

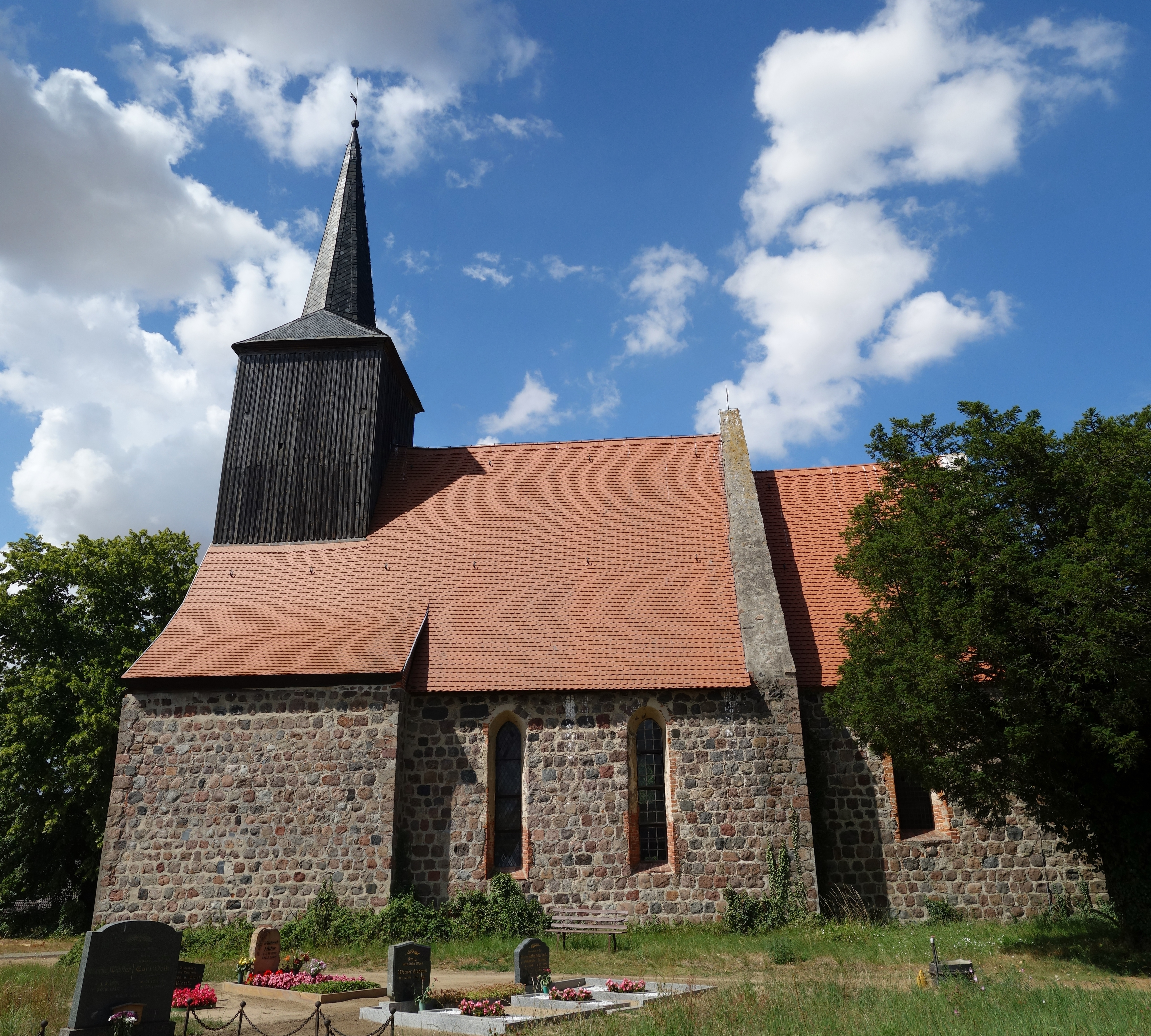
Dorfkirche Schapow

Die evangelische, denkmalgeschützte Dorfkirche Schapow steht in Schapow, einem Straßenangerdorf der Gemeinde Nordwestuckermark im Landkreis Uckermark von Brandenburg. Die Kirche gehört zur Gesamtkirchengemeinde Schönwerder im Kirchenkreis Uckermark der Evangelischen Kirche Berlin-Brandenburg-schlesische Oberlausitz.

## Beschreibung
Die Feldsteinkirche wurde in der zweiten Hälfte des 13. Jahrhunderts gebaut und 1987/88 restauriert. Sie besteht aus einem Langhaus, einem eingezogenen, rechteckigen Chor im Osten und dem querrechteckigen Erdgeschoss des Kirchturms aus Feldsteinen im Westen, das im 18. Jahrhundert mit einem eingezogenen, quadratischen Geschoss aufgestockt wurde und mit Brettern verkleidet und mit einem achtseitigen Knickhelm bedeckt ist. Das Gewände des Portals im Westen ist zweifach gestuft. Die Portale auf der Nordseite wurden vermauert.
Der Innenraum ist mit einer Holzbalkendecke überspannt. Die seitlichen Emporen reichen bis an den Triumphbogen heran. Die Orgel auf der westlichen Empore wurde von Barnim Grüneberg in den Prospekt von 1754 eines unbekannten Orgelbauers eingebaut.